# DDR-Bahn-Radmeisterschaften 1956
Die DDR-Meisterschaften im Bahnradsport 1956 wurden vom 22. bis zum 29. Juli auf der Radrennbahn Berlin-Weißensee ausgetragen. Es waren die 7. Titelkämpfe der DDR-Meisterschaften im Bahnradsport.

## Wettbewerbe
Ermittelt wurden die Meister in den Disziplinen Sprint, 1000-Meter-Zeitfahren, Tandemrennen, in der Einerverfolgung, in der Mannschaftsverfolgung und im Steherrennen.

## Sprint
Der Wettkampf zog sich von Montag bis Samstag hin, bedingt durch mehrfach einsetzenden Regen. In den Vorläufen schieden mit Joachim Popke, Erich Mähne und Hans Zimoch bereits einige Mitfavoriten auf die Podiumsplätze aus. Helmut Lehmann schied dann in den Zwischenläufen aus. Jürgen Simon ging ohne eine Niederlage durch alle Läufe und wurde nur im Finale gegen Stäber voll gefordert. Der erste 18 Jahre alte Joachim Kleinert gewann das Finale um die Bronzemedaille gegen den Ex-Profi Jürgen Müller. Müller hatte am Abend zuvor noch das Finale im Zweier-Mannschaftsfahren bestritten, ihm fehlte die nötige Frische.

### Ergebnisse
|    | Name             | Ort               |
| -- | ---------------- | ----------------- |
| 1. | Jürgen Simon     | SC Einheit Berlin |
| 2. | Lothar Stäber    | SC Dynamo Berlin  |
| 3. | Joachim Kleinert | SC Einheit Berlin |

## 1000-Meter-Zeitfahren
Starke Windböen erschwerten den Fahrern den Wettkampf, somit erreichte kein Fahrer herausragende Zeiten. Da der Meister des Vorjahres Heinz Drescher seine Karriere beendet hatte, war der Titel vakant. Helmut Lehmann kam mit den schwierigen Bedingungen und der schweren Zementbahn am besten zurecht.

### Ergebnisse
|    | Name           | Ort                      |
| -- | -------------- | ------------------------ |
| 1. | Helmut Lehmann | SC Motor Karl-Marx-Stadt |
| 2. | Rolf Nitzsche  | SC Dynamo Berlin         |
| 3. | Heinz Wahl     | SC Einheit Berlin        |

## Tandemrennen
Durch Erkrankungen von Günter Fleck und Hans Kunze fehlten kurzfristig zwei der Mitfavoriten auf den Titel. Da ihre Partner so kurzfristig keine neue Verbindung auf dem Tandem eingehen konnten, starteten nur vier Tandems. Nitzsche und Popke siegten in allen Läufen und gewannen den Titel souverän.

### Ergebnisse
|    | Name                        | Ort                                     |
| -- | --------------------------- | --------------------------------------- |
| 1. | Rolf Nitzsche-Joachim Popke | SC Dynamo Berlin                        |
| 2. | Erich Mähne-Hans Zimoch     | SC Rotation Leipzig                     |
| 3. | Klaus Freund-Axel Urbanek   | SC Rotation Leipzig-BSG Rotation Zittau |

## Steherrennen
Nach zwei Vorläufen hatten sich acht Fahrer für die zwei Finalläufe über insgesamt 75 Kilometer qualifiziert. Zieger, Stammer und Keil lieferten sich harte Kämpfe, wobei Zieger die Führungsposition nie abgab. Günter Barandat, Lehmann, Grauert, Hermann und Heinrich konnten in die Positionskämpfe nicht eingreifen.

### Ergebnisse
|    | Name                                   | Ort                 |
| -- | -------------------------------------- | ------------------- |
| 1. | Bruno Zieger hinter Horst Aurich       | BSG Post Berlin     |
| 2. | Erich Stammer hinter Herbert Schondorf | SC Rotation Leipzig |
| 3. | Rudi Keil hinter Kurt Lippmann         | BSG Post Erfurt     |

## Zweier-Mannschaftsfahren
Das Finalrennen führte nach zwei Vorläufen über 100 Kilometer. 14 Mannschaften hatten sich qualifiziert. Souveräne Sieger wurden der Straßenfahrer Horst Tüller mit Fritz Jährling als Partner. Beide hatten gegen ihre Konkurrenten drei Rundengewinne herausgefahren. Jährling war der älteste Fahrer der Meisterschaften, der einen Titel gewann.

### Ergebnisse
|    | Name                        | Ort                                  |
| -- | --------------------------- | ------------------------------------ |
| 1. | Horst Tüller-Fritz Jährling | SC Einheit Berlin-BSG Turnine Berlin |
| 2. | Heinz Wahl-Hans Wagner      | SC Einheit Berlin                    |
| 3. | Erich Mähne-Gerhard Löffler | SC Rotation Leipzig                  |

## Einerverfolgung
Der Titelverteidiger Werner Gröger war krankheitsbedingt nicht am Start. Gerhard Löffler und Manfred Klieme, die als Mitfavoriten angesehen wurden, schieden in den Zwischenläufen aus. Aus dem Kreis der DDR-Straßenfahrer war nur Horst Tüller angetreten. Tüller gewann alle seine Läufe und unterlag erst im Finale gegen Siegfried Köhler. Die Überraschung des Turniers war Frank Nicklitzsch, der die Bronzemedaille gewann.

### Ergebnisse
|    | Name              | Ort                      |
| -- | ----------------- | ------------------------ |
| 1. | Siegfried Köhler  | SC Einheit Berlin        |
| 2. | Horst Tüller      | SC Einheit Berlin        |
| 3. | Frank Nicklitzsch | SC Motor Karl-Marx-Stadt |

## Mannschaftsverfolgung
Der SC Dynamo Berlin gewann den  Titel mit deutlichem Vorsprung. Der Finalgegner SC Einheit Berlin verlor Ronny Maraun bereits in der dritten Runde und hatte damit keinerlei Siegchancen mehr. Dies konnte auch Siegfried Köhler nicht verhindern, der mehrfach drei volle Runden führte.

### Ergebnisse
|    | Name                | Ort                                                        |
| -- | ------------------- | ---------------------------------------------------------- |
| 1. | SC Dynamo Berlin    | Rolf Nitzsche-Manfred Klieme-Kurt Schneider -Horst Schmidt |
| 2. | SC Einheit Berlin   | Siegfried Köhler-Ronald Maraun-Werner Malitz-Heinz Wahl    |
| 3. | SC Rotation Leipzig | Klaus Elze-Gerhard Löffler-Erich Mähne-Hans Zimoch         |